# Dai Si
Mukedaisi Kuerban (en uigur: مۇكدەپ قۇربان, xinès simplificat: 穆克代斯·库尔班, pinyin: Mùkèdàisī Kùěrbān; Ürümchi, 1991) més coneguda com Dai Si (xinès simplificat: 代斯, pinyin: Dài sī), és una actriu xinesa.

## Biografia
Pertany a l'Ètnia uigur de la Xina, i va estudiar en l'Acadèmia Central de Drama de la Xina.
És molt bona amiga de les actrius Zhu Xudan i Huang Mengying.
Al juliol del 2019 es va revelar que estava eixint amb l'actor xinés Liu Ruilin, però la relació va finalitzar a l'octubre del mateix any.

## Carrera
Al gener del 2017 es va unir a l'elenc recurrent de la popular sèrie Eternal Love, on va donar vida a Yan Zhi, la jove i bondadosa princesa de la tribu demoníaca, i l'adorada germana menor de Li Jing (Vin Zhang) i Li Yuan (Du Junze), qui acaba enamorant-se de Zi Lan (Liu Ruilin).
A l'agost del mateix any es va unir a l'elenc recurrent de la sèrie Xuan-Yuan Sword: Han Cloud, on va interpretar a Duan Meng, la freda i retreta cap de la facció Fei, que utilitza espases dobles i és experta en l'assassinat.
Al març del 2018 es va unir a l'elenc recurrent de la sèrie The Flame's Daughter, on va donar vida a Dao Liexiang, una jove amable i de bon cor de la ciutat de Wu Dao, defensora de la justícia, i que està enamorada de Lei Jinghong (Zhang He).
El 13 d'abril del 2019 es va unir a l'elenc de la sèrie In Youth (també coneguda com "While We Are Still Young") on interpreta a Li Yangyang.
El 30 d'abril del mateix any es va unir a l'elenc principal de la sèrie Anti-Terrorism Special Forces: The Wolves on va donar vida a Qin Mei, paper que va realitzar fins al final de la sèrie el 7 de juny del mateix any.
En el 2020 s'uneix a l'elenc principal de la sèrie Storm Eye.